# Elateriopsis
Elateriopsis é um género botânico pertencente à família Cucurbitaceae.

## Espécies
| - Elateriopsis caracasana - Elateriopsis grisebachii - Elateriopsis macropoda - Elateriopsis oerstedii | - Elateriopsis pittieri - Elateriopsis spectabilis - Elateriopsis subcyclanthera |